# صدف‌خوار سیاه
صدف‌خوار سیاه (نام علمی: Haematopus bachmani) نام یک گونه از سرده صدف‌خوار است.